# Kurbinski distrikt
Kurbinski distrikt (albanski: Rrethi i Kurbinit) je jedan od 36 distrikata u Albaniji, dio Lješkog okruga. Po procjeni iz 2004. ima oko 54.000 stanovnika, a pokriva područje od 235 km². 
Nalazi se na sjeverozapadu države, na jadranskoj obali, a sjedište mu je grad Laç. Distrikt se sastoji od sljedećih općina:
- Fushë-Kuqe
- Laç
- Mamurras
- Milot